# Markéta Šteglová
Markéta Šteglová (* 16. ledna 1965) je bývalá trenérka a hráčka české florbalové reprezentace. V letech 2006 až 2013 dovedly s Karolínou Šatalíkovou jejich tým Děkanka/Tigers k osmi titulům v Extralize žen v řadě a devátý přidaly v roce 2017. Ženská reprezentace pod jejich vedením získala na Mistrovství světa 2011 první bronz v historii.

## Klubová kariéra
Jako hráčka Šteglová působila v nejvyšší soutěži v Tatranu Střešovice. Naposledy pravidelně nastupovala v sezóně 2001/2002. Po skončení hráčské kariéry vytvořila v týmu úspěšnou trenérskou dvojici s Karolínou Šatalíkovou. Tatran společně dovedly k dvěma vicemistrovským titulům v letech 2004 a 2005. Když se oddíl rozhodl soustředit se na muže, přešly v roce 2006 s velkou částí ženského týmu pod klub Děkanka Praha. Pod jejich vedením v sezónách 2006/2007 až 2008/2009 získala Děkanka všechny tři ligové i pohárové tituly.
V roce 2009 se s ženským týmem osamostatnily v klubu Tigers Jižní Město (známém podle svého sponzora jako Herbadent). Mezi březnem 2007 a únorem 2010, tedy téměř tři roky, neprohrál jejich tým 77 zápasů v řadě. S Tigers získaly v sezónách 2009/2010 až 2012/2013 další čtyři ligové and pět pohárových titulů, tedy dohromady s Děkankou sedm resp. osm v řadě. Osmý ligový přidaly v sezóně 2016/2017. Jejich tým se tak stal historicky nejúspěšnějším v ženské Extralize. Jsou jedinými trenéry, kteří byli u pěti superifinálových účastí svého týmu. Děkanku a po té Tigers dále dovedly jako druhý český ženský tým k bronzu na Euro Floorball Cup, a to dvakrát, v letech 2008 a 2009. Přičemž u zisku prvního českého bronzu v roce 1999 byly také, jako hráčky Tatranu. V jím vedených oddílech hrála v letech 2003 až 2017 její dcera Dominika, z velké části i jako kapitánka týmu. V letech 2018 a 2019 se na vedení týmu podílel její syn Adam.
V roce 2020 pro neudržitelnost dalšího samostatného fungování pouze ženského oddílu, přešly s týmem pod Start98 Kunratice, kde ještě v následující sezóně tým trénovaly, než s vrcholovým florbalem skončili.

## Reprezentační kariéra
Šteglová hrála na prvním a jediném mistrovství Evropy žen v roce 1995 a na prvním mistrovství světa v roce 1997.
V sezóně 2002/2003 začala s Karolínou Šatalíkovou tvořit českou ženskou juniorskou reprezentaci. Juniorky vedly na mistrovstvích v letech 2004 a 2006, na kterých hrála i její dcera Dominika.
V roce 2010 vystřídaly Jaroslava Markse na pozici trenéra ženské reprezentace. Tu na mistrovství v roce 2011 dovedly k první české ženské bronzové medaili. Rozhodující branku v zápase o třetí místo, první porážce Švýcarska na mistrovství v historii, vstřelila její dcera Dominika. Tento úspěch ženy dorovnaly až v roce 2023. Na Polish Cupu v roce 2013 a následně ve stejném roce znovu na EFT poprvé v historii porazily Finsko. Na následujícím šampionátu v roce 2013 skončily na čtvrtém místě a následně je u reprezentace nahradil Miroslav Janovský.
Na mistrovství v roce 2017 byly v týmu Michala Jedličky u slovenské reprezentace.
| Umístění         | Soutěž                                           | Role                                      |
| ---------------- | ------------------------------------------------ | ----------------------------------------- |
| 6.               | Mistrovství Evropy ve florbale žen 1995          |                                           |
| 6.               | Mistrovství světa ve florbale žen 1997           |                                           |
| 5.               | Mistrovství světa ve florbale žen do 19 let 2004 | asistentka trenérky české reprezentace    |
| 4.               | Mistrovství světa ve florbale žen do 19 let 2006 | asistentka trenérky české reprezentace    |
| Bronzová medaile | Mistrovství světa ve florbale žen 2011           | asistentka trenérky české reprezentace    |
| 4.               | Mistrovství světa ve florbale žen 2013           | asistentka trenérky české reprezentace    |
| 5.               | Mistrovství světa ve florbale žen 2017           | asistentka trenéra slovenské reprezentace |

## Ocenění
Za sezónu 2012/2013 byla zvolena nejlepší florbalovou trenérkou žen.

## Rodina
Dcera Dominika Podhráská a syn Adam jsou bývalí florbalový hráči, reprezentanti a junioři sezóny. Zeť David Podhráský je florbalový trenér a bývalý hráč.